# Alexander Nikolajewitsch Leonow
Alexander Nikolajewitsch Leonow (russisch Александр Николаевич Леонов; * 17. Juli 1978 in Moskau) ist ein russischer Boxer im Halbweltergewicht.

## Karriere
Leonow gewann bei den Europameisterschaften 2000 in Tampere (Finnland) die Goldmedaille im Halbweltergewicht (bis 63,5 kg). Im Finale besiegte er den Bulgaren Dimitar Schtiljanow mit 5:0.
Bei den Olympischen Spielen 2000 in Sydney erreichte er das Viertelfinale, unterlag im Viertelfinale gegen Ricardo Williams mit 12:17 nach Punkten und belegte den 6. Platz im Halbweltergewicht (bis 63,5 kg).
2001 und 2004 gewann Leonow die russischen Meisterschaften.
2005 beendete er seine sportliche Karriere.

## Auszeichnung
- 2001:  Verdienter Meister des Sports[5]